# Водители
Води́тели — роман Анатолия Рыбакова из цикла «Приключения Миши Полякова и его друзей», впервые опубликованный в журнале «Октябрь» в 1950 году. В 1951 году за этот роман автор был удостоен Сталинской премии в области искусства и литературы II степени.

## Сюжет
Действие романа происходит в послевоенном СССР, на автобазе, руководимой Михаилом Григорьевичем Поляковым, также известным по другим произведениям автора: «Кортик», «Бронзовая птица» и т. д.
С первой же страницы первой же главы начинается описание противостояния начальника автобазы Михаила Григорьевича Полякова с «толкачом» Вертилиным.
Прослеживается несколько хара́ктерных линий: потенциальной студентки (а ныне кондуктора), мятущегося шофёра 1-го класса, бригадира грузчиков — и ряда других.

## Переводы
Язык написания: русский.
- Перевод на немецкий: А. Бёльц (Menschen am Steuer); 1951 г. — 3 изд.
- Перевод на чешский: О. Новотны (Řidiči); 1952 г. — 2 изд.
- Перевод на эстонский: П. Мидр (Autojuhid); 1952 г. — 1 изд.
- Перевод на венгерский: Л. Коваи (Százezer kilométer); 1953 г. — 1 изд.

Всего роман выдержал 26 изданий на языках: русский (18), немецкий (3), чешский (2), эстонский (1), польский (1), венгерский (1).

## Критика
Эта небольшая по объему, но значительная по содержанию и по своим художественным достоинствам книга также завоевала популярность у читателей нашей страны и за рубежом.
— Сергей Иванов

Одна из лучших книг нынешнего года — роман А. Рыбакова «Водители». Этот роман получил уже широкую известность и, несомненно, обладает большими достоинствами.
— Б. Исаев